# Song Se-ra
Song Se-ra (koreanisch 송세라; * 6. September 1993 in Geumsan) ist eine südkoreanische Degenfechterin.

## Erfolge
Song Se-ra gab 2014 ihr internationales Debüt beim Weltcup in Doha. Drei Jahre darauf gewann sie in Hongkong mit der Mannschaft bei den Asienmeisterschaften mit Bronze ihre erste internationale Medaille.
Bei den 2021 ausgetragenen Olympischen Spielen 2020 in Tokio war Song für zwei Wettbewerbe qualifiziert. Im Einzelwettbewerb besiegte sie zum Auftakt die US-Amerikanerin Katharine Holmes mit 15:12, schied dann aber gegen die spätere Finalistin Ana Maria Popescu aus Rumänien mit 6:15 aus. In der Mannschaftskonkurrenz bildete Song mit Choi In-jeong, Kang Young-mi und Lee Hye-in ein Team. Mit 38:33 setzten sie sich in der Auftaktrunde gegen die US-amerikanische Équipe durch und zogen nach einem 38:29-Erfolg gegen die chinesische Mannschaft im Halbfinale in den Kampf um den Olympiasieg ein. In diesem trafen die Südkoreanerinnen auf die estnische Mannschaft, denen sie mit 32:36 unterlagen und die Silbermedaille gewannen. Ein Jahr darauf wurde Song in Kairo sowohl im Einzel als auch mit der derselben Mannschaft wie bei den Olympischen Spielen Weltmeisterin. Bei den 2023 ausgetragenen Asienspielen 2022 in Hangzhou gewann sie im Einzel die Silber- und mit der Mannschaft die Goldmedaille.
Song absolvierte ein Studium der Physical Education an der International University of Korea.